# Douglasův–Peuckerův algoritmus

Postupné zjednodušování Douglasovým–Peuckerovým algoritmem

Douglasův–Peuckerův algoritmus, též často označovaný Ramerův–Douglasův–Peuckerův algoritmus, se používá pro zjednodušení křivek. Z křivky skládající se z určitého počtu lomových bodů tedy vytváří křivku „jednodušší“, složenou z méně bodů, přičemž se snaží co nejlépe zachovat její původní tvar.

## Algoritmus
Algoritmus je založen na hodnotě vzdálenosti, pomocí které se odebírají jednotlivé body.